# Saint-Pierre (Penmarc'h)
Pour les articles homonymes, voir Saint-Pierre.

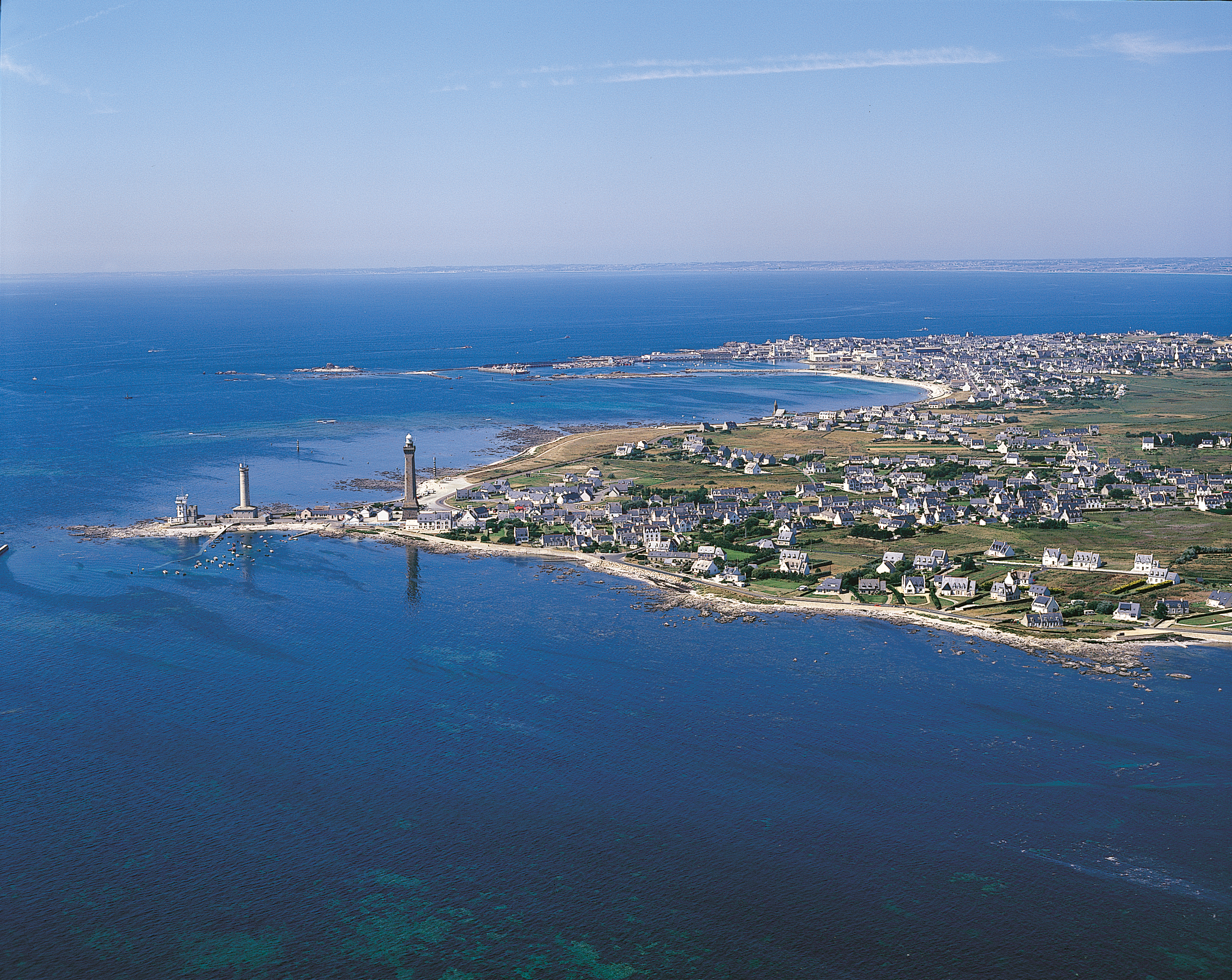
Le petit port de Saint-Pierre, à la pointe de Penmarc'h. En deuxième plan, le marais de la Joie et, plus loin, le grand port de Saint-Guénolé.

Saint-Pierre est un hameau de la commune de Penmarc'h, dans le pays Bigouden (Finistère). Il est situé à la pointe de Penmarc'h. C'est un port de pêche, moins important que ses voisins Saint-Guénolé et Kérity. C'est à Saint-Pierre que s'élève le phare d'Eckmühl.

## Géographie
Saint-Pierre (Penmarc'h) est l'un des trois ports de pêche traditionnels (la pêche n'y est plus pratiquée de nos jours) de Penmarc'h, les deux autres étant ceux de Kérity et de Saint-Guénolé. Le hameau est situé tout près de la pointe de Penmarc'h, et la modestie des altitudes (cinq mètres au maximum, une partie anciennement marécageuse forme actuellement la zone naturelle du marais de la Joie, ou Loch ar Joa en breton, qui sépare les bourgs de Saint-Pierre et de Saint-Guénolé) ainsi que sa position péninsulaire l'exposent tout particulièrement aux risques de submersion marine.
Le paysage est dominé par les deux phares (le vieux phare de Penmarc'h et le phare d'Eckmühl) et le sémaphore de Saint-Pierre. Au nord de la pointe de Penmarc'h se trouve, au bord même de la mer, en direction de Saint-Guénolé, la chapelle Notre-Dame-de-la-Joie.

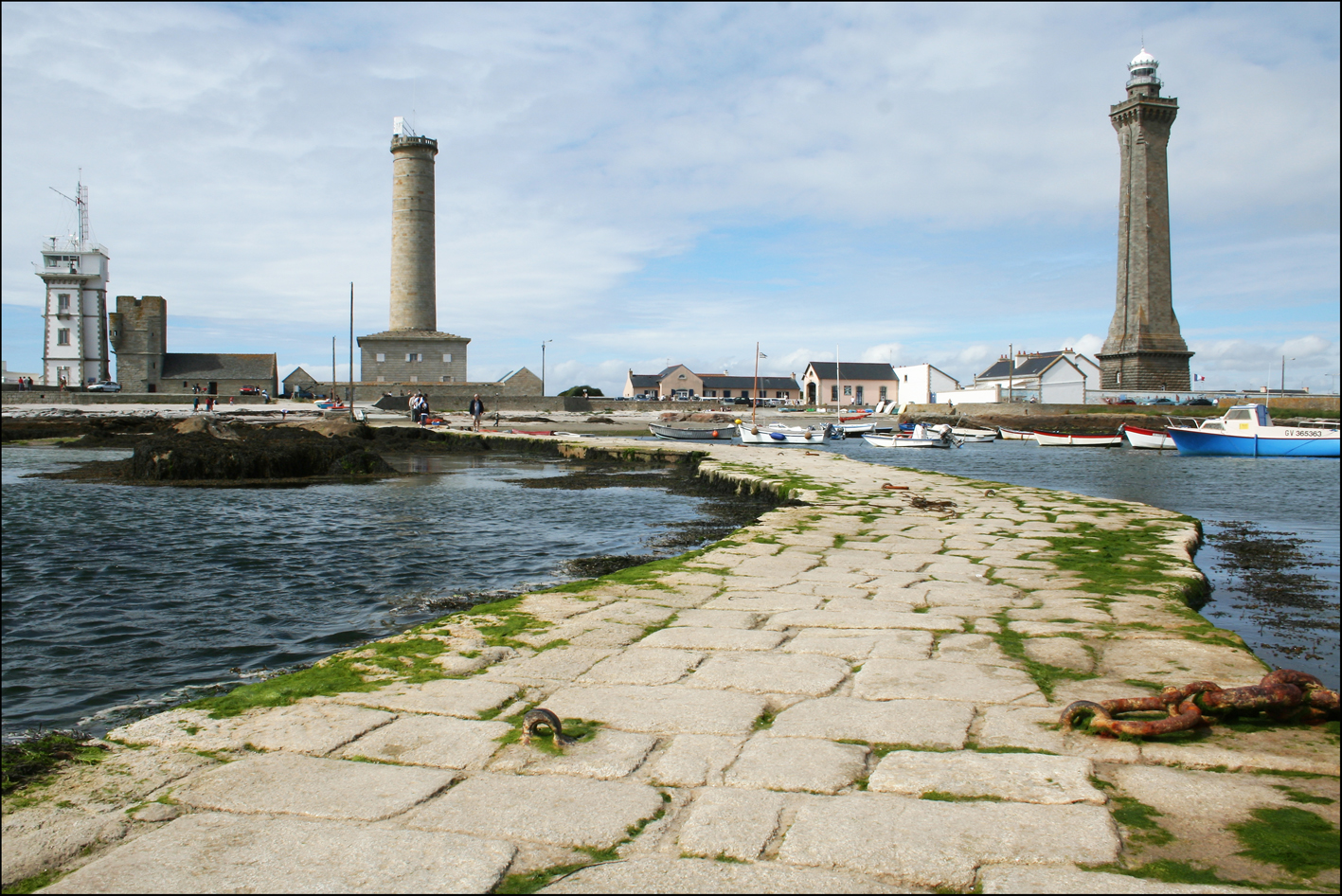
De gauche à droite, le sémaphore, la « vieille tour », la chapelle Saint-Pierre, le « vieux phare », l'abri du Papa Poydenot (rose saumon) et le phare d'Eckmühl.
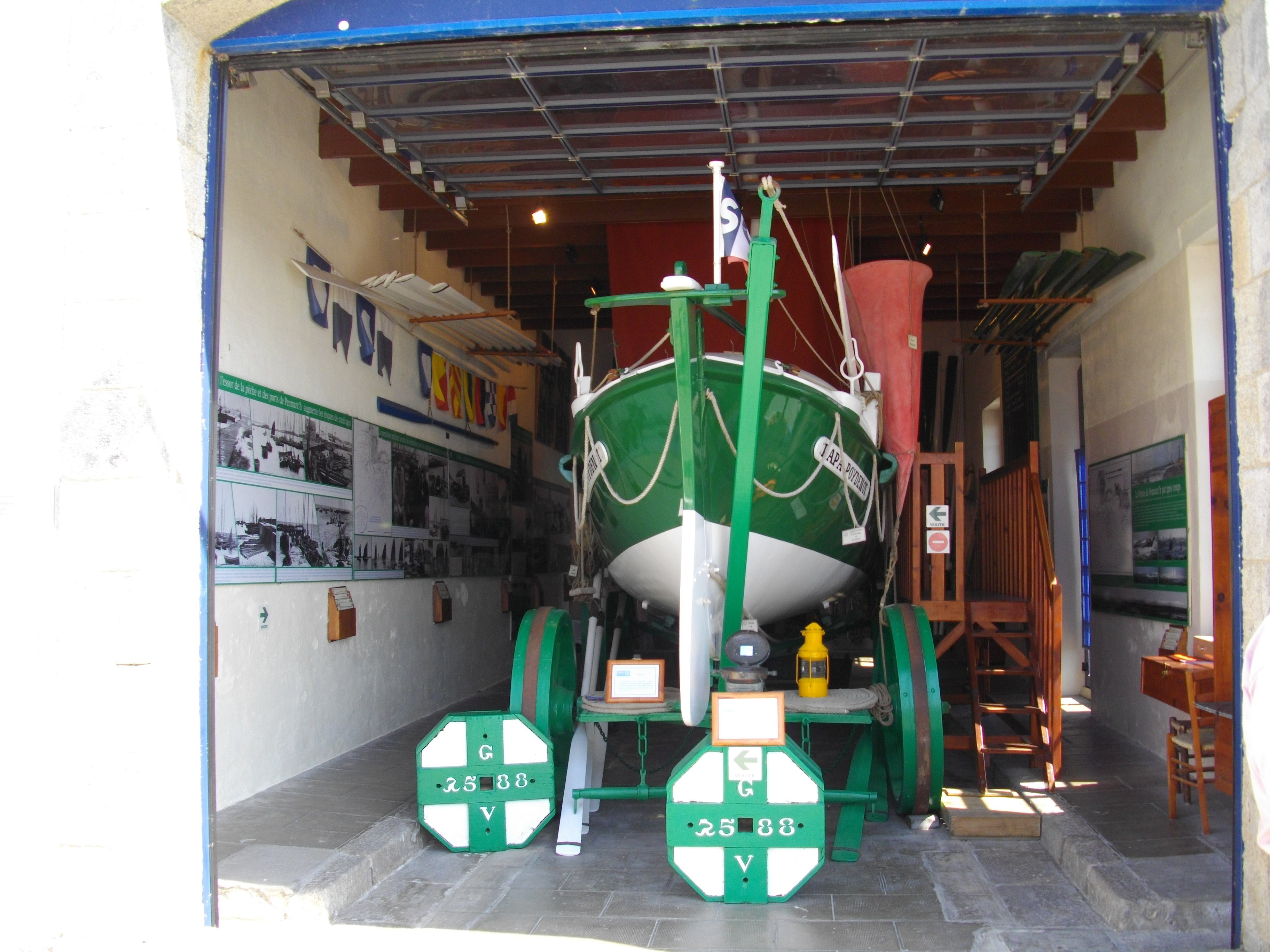
Le Papa Poydenot.
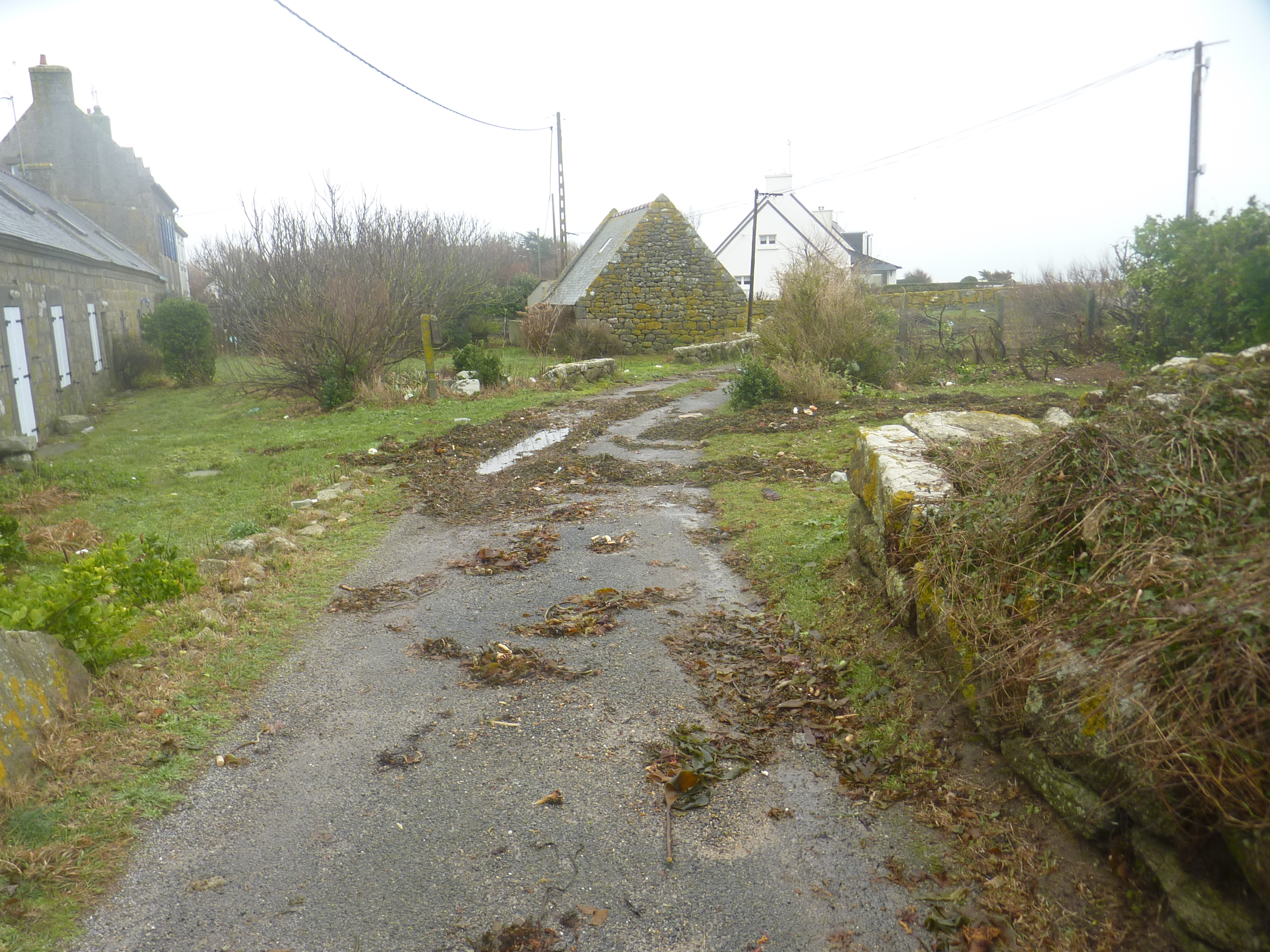
Penmarc'h (Saint-Pierre) : goémon déposé rue Runavalen par la submersion marine liée à la tempête du 1er janvier 2014.
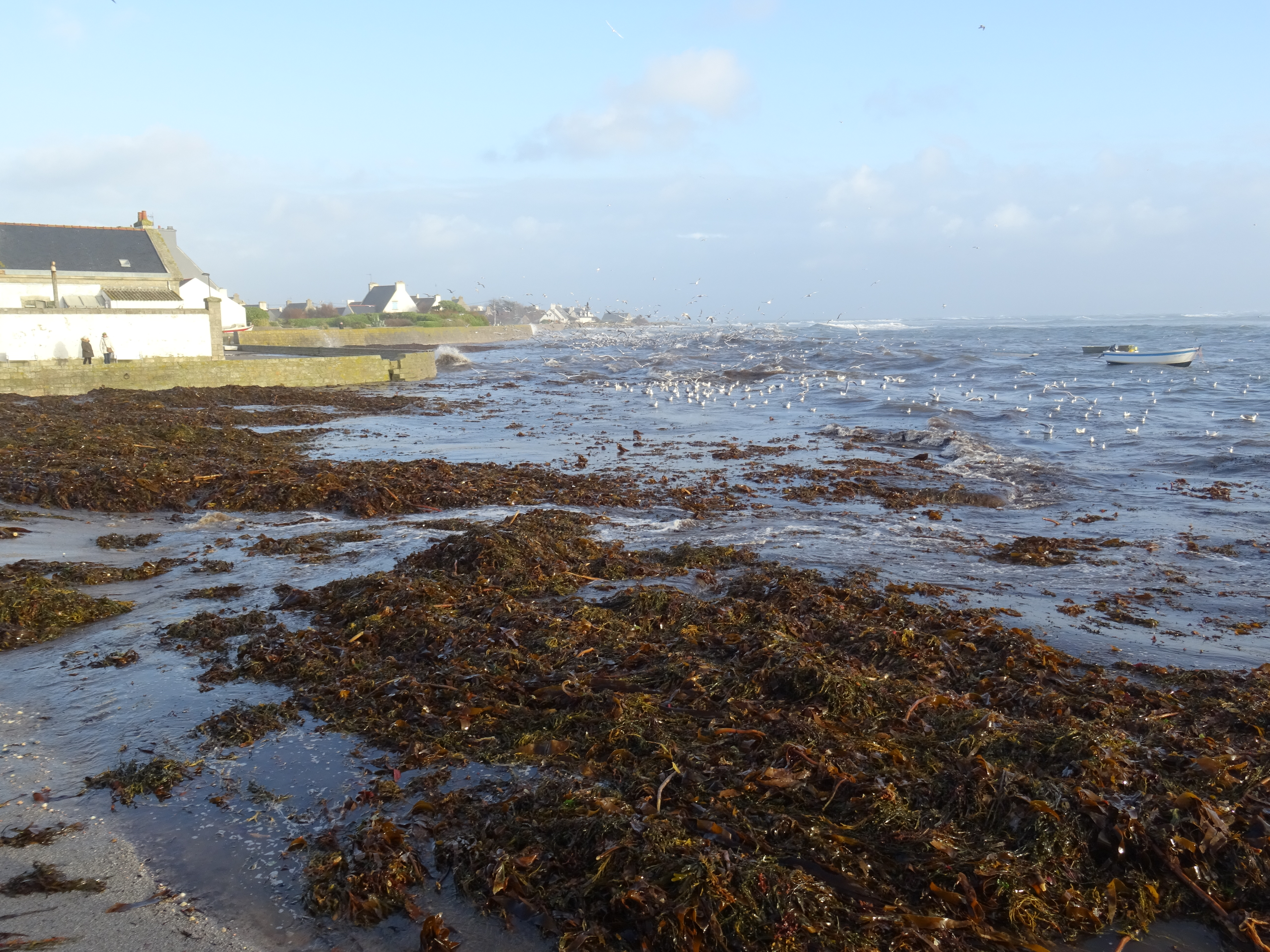
L'océan Atlantique à la pointe de Penmarc'h un jour de mer agitée (juste à l'est des deux phares).

## Histoire

### LeXXesiècle

#### Le naufrage du23 mai 1925
Le 23 mai 1925, deux bateaux de pêche de Kérity, le Saint-Louis et le Berceau de Saint-Pierre chavirent par mauvais temps près du port. Les canots de sauvetage de Kérity et de Saint-Pierre se portent à leur secours, mais chavirent à leur tour près de la roche La Jument. Ces accidents firent en tout 27 victimes, 12 pêcheurs et 15 canotiers ; dix marins furent sauvés par deux bateaux de pêche qui se trouvaient à proximité, le Gérard Samuel et L'Arche d'alliance.

#### La construction du brise-lames
Entre 1932 et 1934 est construit le brise-lames protégeant le port de Saint-Pierre ; néanmoins, ce port demeure d'un accès extrêmement difficile, sans profondeur et son abri est peu sûr.

## Monuments et lieux touristiques
Partant de l'extrémité de la pointe, s'alignent plusieurs édifices…
- L'actuel sémaphore est confié aux guetteurs de la Marine nationale.
- La « vieille tour » est construite au début du XVe siècle[3]. À la fois ouvrage de défense, sémaphore et clocher de la chapelle qui la jouxte, elle est peut-être utilisée comme tour à feu[3]. Frappée par la foudre le 11 août 1809, elle voit sa hauteur passer de 17 à 12 mètres[4]. Pendant la construction du « vieux phare », elle est dotée d'un feu fixe blanc[3] portant à quatre lieues[4].
- La chapelle Saint-Pierre[5], accolée à la vieille tour, est raccourcie de moitié lors de la construction du « vieux phare »[6]. Le pardon des enfants a lieu le 29 juin, ou le dimanche le plus proche[7].
- Le « vieux phare », ou « phare de Penmarc'h », est construit de 1831 à 1835. Haut de 38 mètres (40 mètres au-dessus du niveau de la mer), il est en service jusqu'en 1897, puis remplacé par le phare d'Eckmühl[3].
- L'abri du Papa Poydenot, ancien canot de sauvetage. Le canot fait l'objet d'un classement au titre des monuments historiques depuis 1992[8].

- Le phare d'Eckmühl, construit de 1893 à 1897, est en service. Haut de plus de 60 mètres, d'une portée de 25 milles[3], il fait l'objet d’un classement au titre des monuments historiques depuis 2011[9].

- La sculpture en bronze, représentant un marin accroché d'une main à une épave en bois et levant l'autre main en signe d'appel, œuvre de la sculptrice penmarchaise Dane Berrou, érigée en 1998, commémore le naufrage du 23 mai 1925 (27 hommes péris en mer) ; elle est située en bord de mer entre Kérity et Saint-Pierre.